# بخش مرکزی شهرستان جهرم
بخش مرکزی شهرستان جهرم یکی از بخش‌های شهرستان جهرم در استان فارس ایران است. این بخش ۱۴۱۸ کیلومتر مربع مساحت دارد و با ۱۵۲٬۹۵۳ نفر جمعیت، سومین بخش پرجمعیت استان فارس است.

## تقسیمات کشوری
- بخش مرکزی شهرستان جهرم
  - دهستان جلگاه
  - دهستان کوهک

شهر: جهرم

## جمعیت
بنابر سرشماری مرکز آمار ایران، جمعیت بخش مرکزی شهرستان جهرم در سال ۱۳۹۵ برابر با ۱۵۲٬۹۵۳ نفر بوده است.